# سیارک ۵۳۸

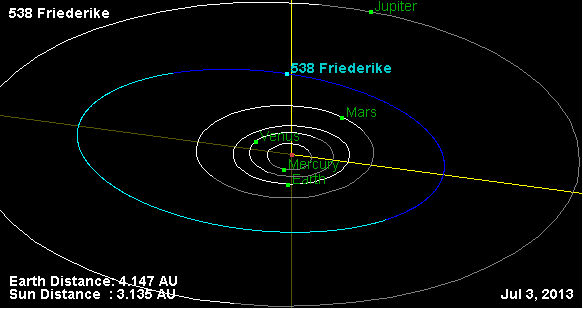

سیارک ۵۳۸ (به انگلیسی: 538 Friederike، نامگذاری:1904OK) پانصد و سی و هشتمین سیارک کشف شده‌است که در ۱۸ ژوئیه ۱۹۰۴ و در هایدلبرگ کشف شد.
قدر مطلق سیارک برابر ۹٫۳۰ است.